# Ağahüseyn Mustafayev
Ağahüseyn Təbriz oğlu Mustafayev (ur. 11 kwietnia 1989) – azerski zapaśnik walczący w stylu wolnym. Zajął dziewiąte miejsce na mistrzostwach świata w 2017 roku. 
Wicemistrz Europy w 2019 i 2020. Brązowy medalista igrzysk wojskowych w 2015 i piąty w 2019. Wojskowy mistrz świata w 2010 i 2016, a trzeci w 2017 i 2018. Drugi na Światowych Igrzyskach Sportów Walki w 2013 roku.
Drugi w Pucharze Świata w 2018; piąty w 2013; dziesiąty w 2012 i dwunasty w 2010. Wicemistrz świata i Europy juniorów w 2009. Mistrz kraju w 2009, drugi w 2011, 2012, 2013 i 2014 roku.